# Good News (1947)
Good News is een Amerikaanse muziekfilm uit 1947 onder regie van Charles Walters.

## Verhaal
Tommy Marlowe is een populaire atleet aan de universiteit. Hij laat zijn oog vallen op de nieuwe studente Pat McClellan, maar zij toont geen interesse. Hij hoort dat Pat geïnteresseerd is in Frans en hij gaat daarom bijlessen volgen bij Connie Lane. Langzaamaan worden Tommy en Connie verliefd op elkaar. Tommy kan eerst moeilijk kiezen tussen de studentes, maar uiteindelijk neemt hij Connie mee naar het bal.

## Rolverdeling
| Acteur               | Personage         |
| -------------------- | ----------------- |
| June Allyson         | Connie Lane       |
| Peter Lawford        | Tommy Marlowe     |
| Patricia Marshall    | Pat McClellan     |
| Joan McCracken       | Babe Doolittle    |
| Ray McDonald         | Bobby Turner      |
| Mel Tormé            | Danny             |
| Robert E. Strickland | Peter Van Dyne    |
| Donald MacBride      | Trainer Johnson   |
| Tom Dugan            | Pooch             |
| Clinton Sundberg     | Professor Kennyon |
| Loren Tindall        | Beef              |
| Connie Gilchrist     | Cora              |
| Morris Ankrum        | Decaan Griswold   |
| Georgia Lee Settle   | Flo               |
| Jane Greene          | Mevrouw Drexel    |

## Prijzen en nominaties
| Jaar | Prijs  | Categorie              | Genomineerde(n)                     | Uitslag     |
| ---- | ------ | ---------------------- | ----------------------------------- | ----------- |
| 1947 | Oscars | Beste originele nummer | Ralph Blane Roger Edens Hugh Martin | Genomineerd |

## Filmmuziek
- Good News
- Tait Song
- Be a Ladies' Man
- Lucky in Love
- The French Lesson
- The Best Things in Life Are Free
- Pass That Peace Pipe
- Just Imagine
- Varsity Drag